# Август Мальмстрем
Юхан Август Мальмстрем (швед. Johan August Malmström; 14 жовтня 1829, Мутала — 18 жовтня 1901, Стокгольм) — шведський історичний і жанровий живописець.

## Біографія
Юхан Август Мальмстрем народився в 1829 році, навчався спершу гравіруванню на дереві у свого батька, в 1850—1856 роках відвідував класи Стокгольмської академії мистецтв, а потім разом з Мортен Ескіль Вінге відправився в Дюссельдорф і Париж, де займався в майстерні Тома Кутюра. Стипендія шведського уряду дозволила йому здійснити подорож по Італії.
У 1867 році обійняв посаду професора в Стокгольмської академії мистецтв. Хоча з-під його пензля вийшло кілька милих, зігрітих теплим почуттям жанрових картин, проте, головний рід його діяльності — живопис на теми з древніх скандинавських легенд і міфології; трактуючи подібні теми, він виявляє багатство своєї фантазії, блиск фарб і почуття їх гармонії. Цими достоїнствами відрізняються, між іншим, його картини: «Король Геймір і Аслауг», «Сини Рагнара отримують звістку про смерть їхнього батька», «Вікінги ховають своїх сподвижників», «Інгеборг при звістці про смерть Гіальмара» і «Битва при Блавалле». Мальмстрем ілюстрував своїми малюнками одне з видань «Фрітіофа» Тегнера і деякці інші літературні твори.
З 1867 по 1894 рік Мальмстрем викладав в королівській школі мистецтв в Стокгольмі, а з 1887 по 1893 рік був її директором.

## Твори

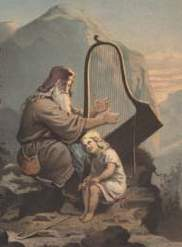
Аслауг 1850
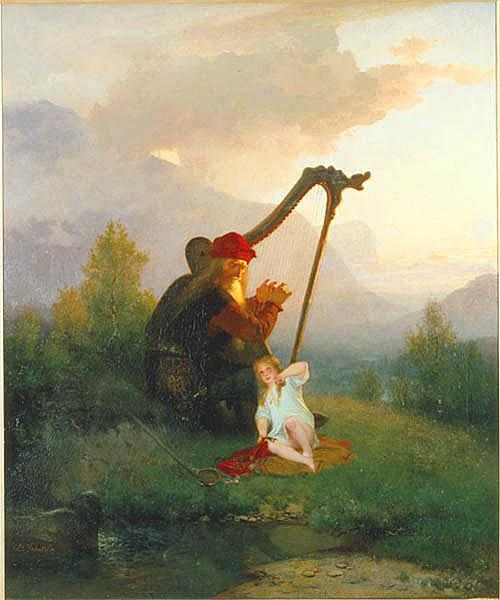
Kung Heimer och Aslög 1856
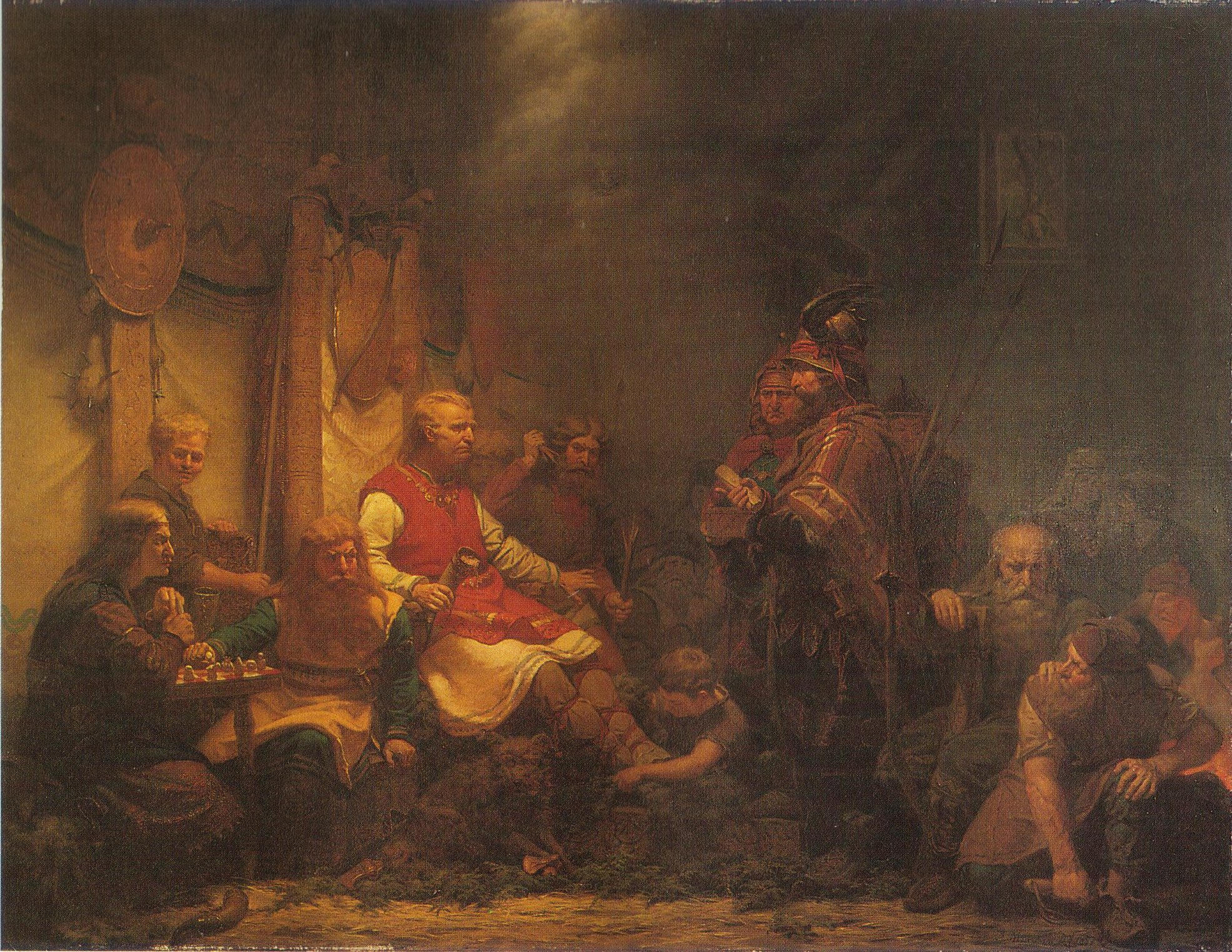
King Aella's messenger before Ragnar Lodbrok's sons 1857
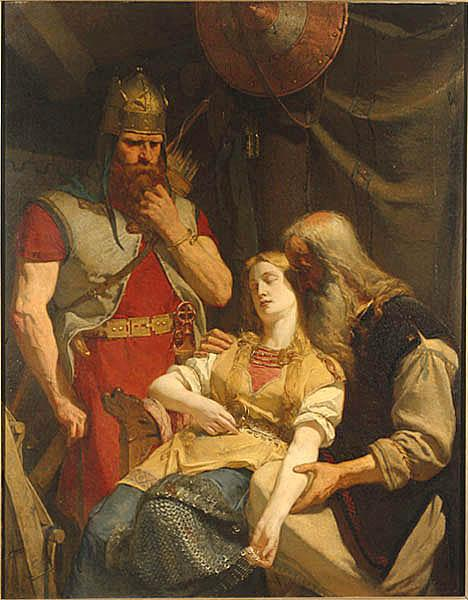
Сини Рагнара отримують звістку про смерть їхнього батька 1859
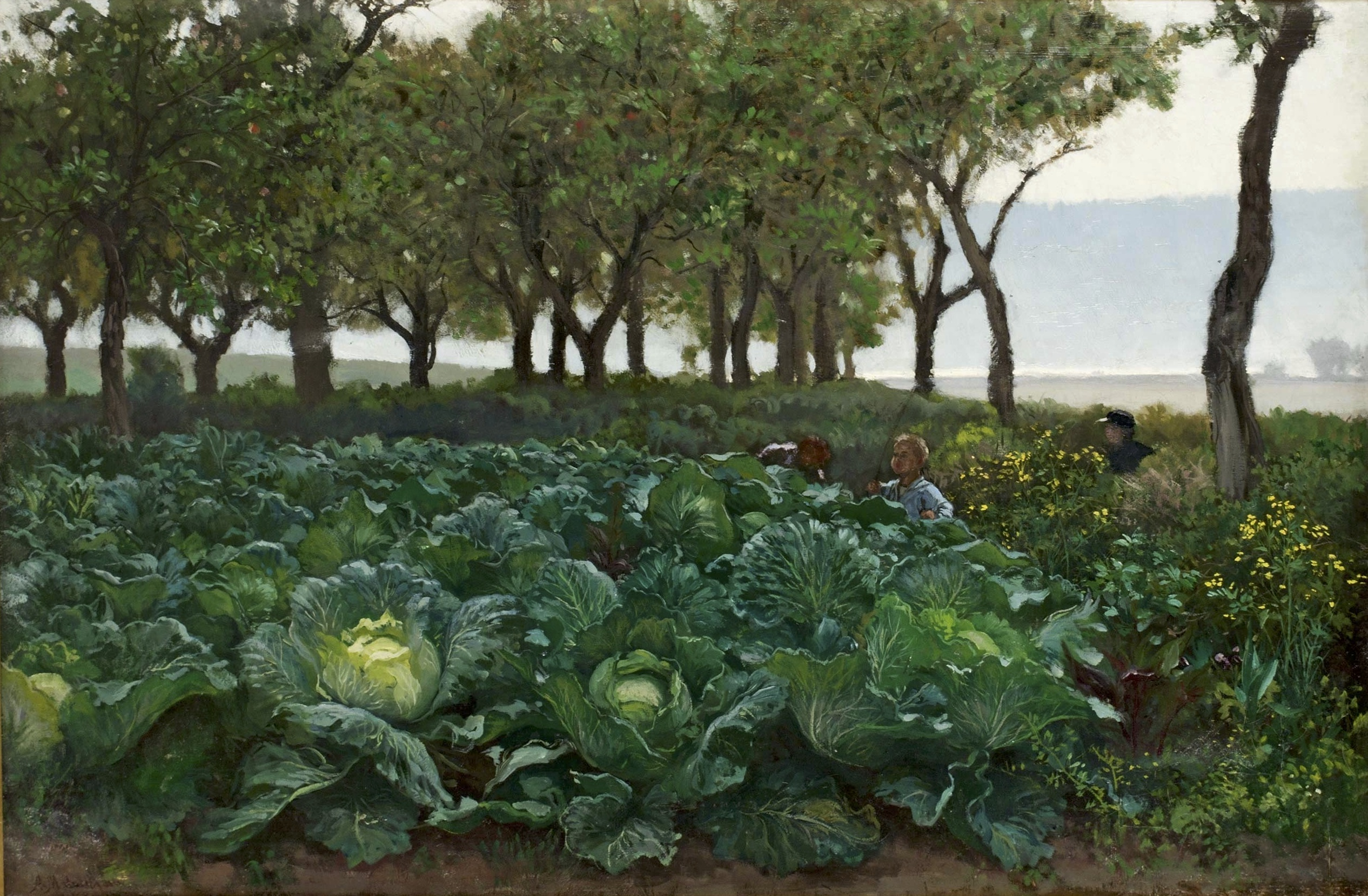
Lekande barn i trädgårdsland 1866
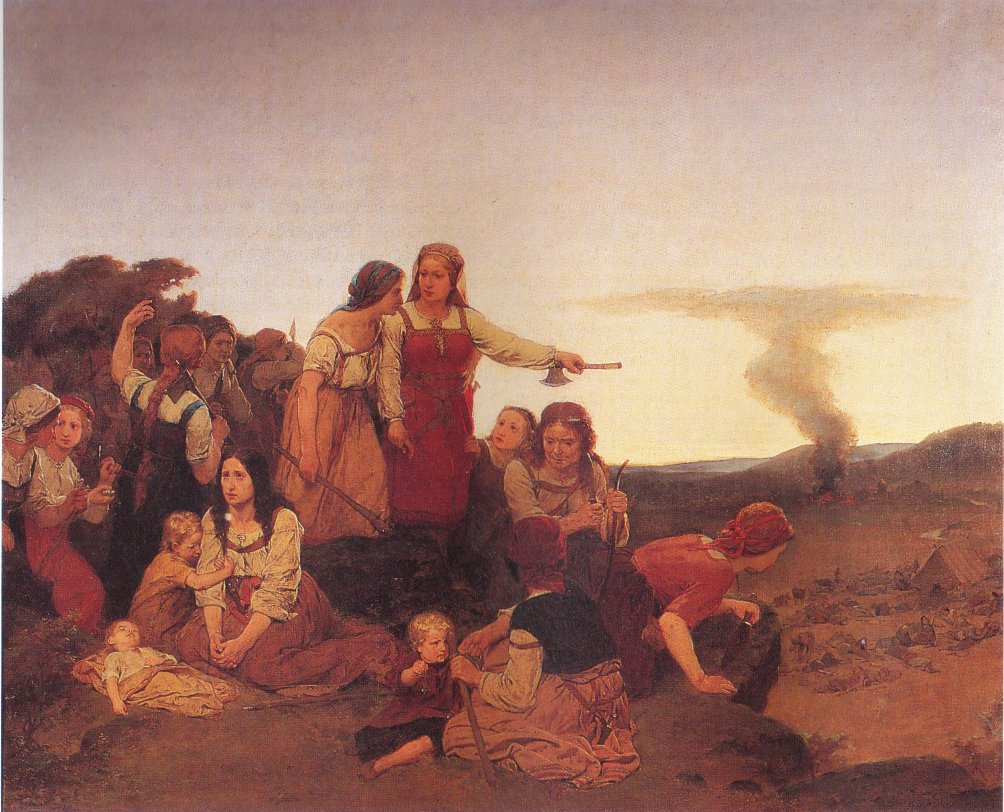
Бленда  1860
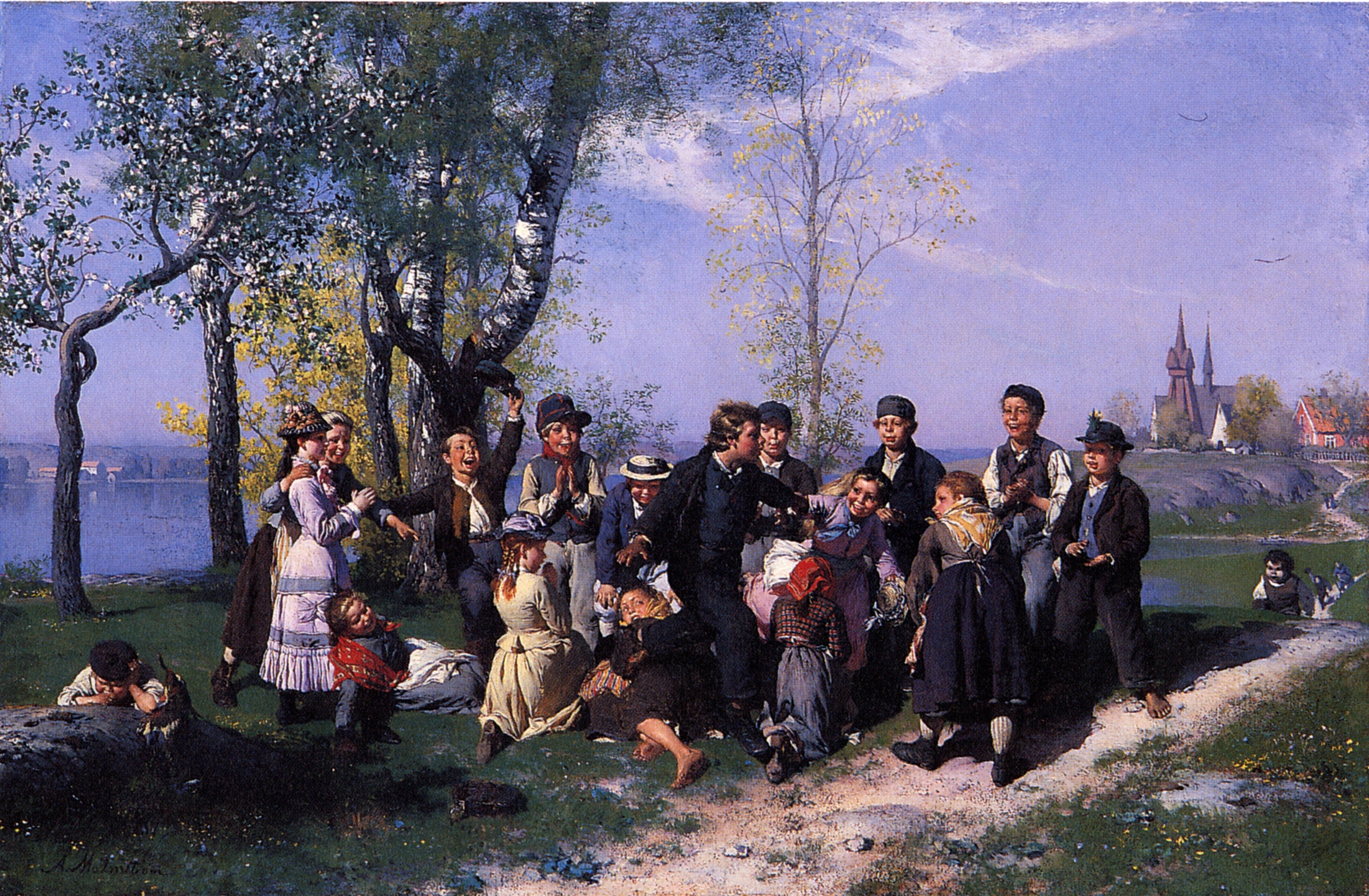
Traditional Swedish dance 1882
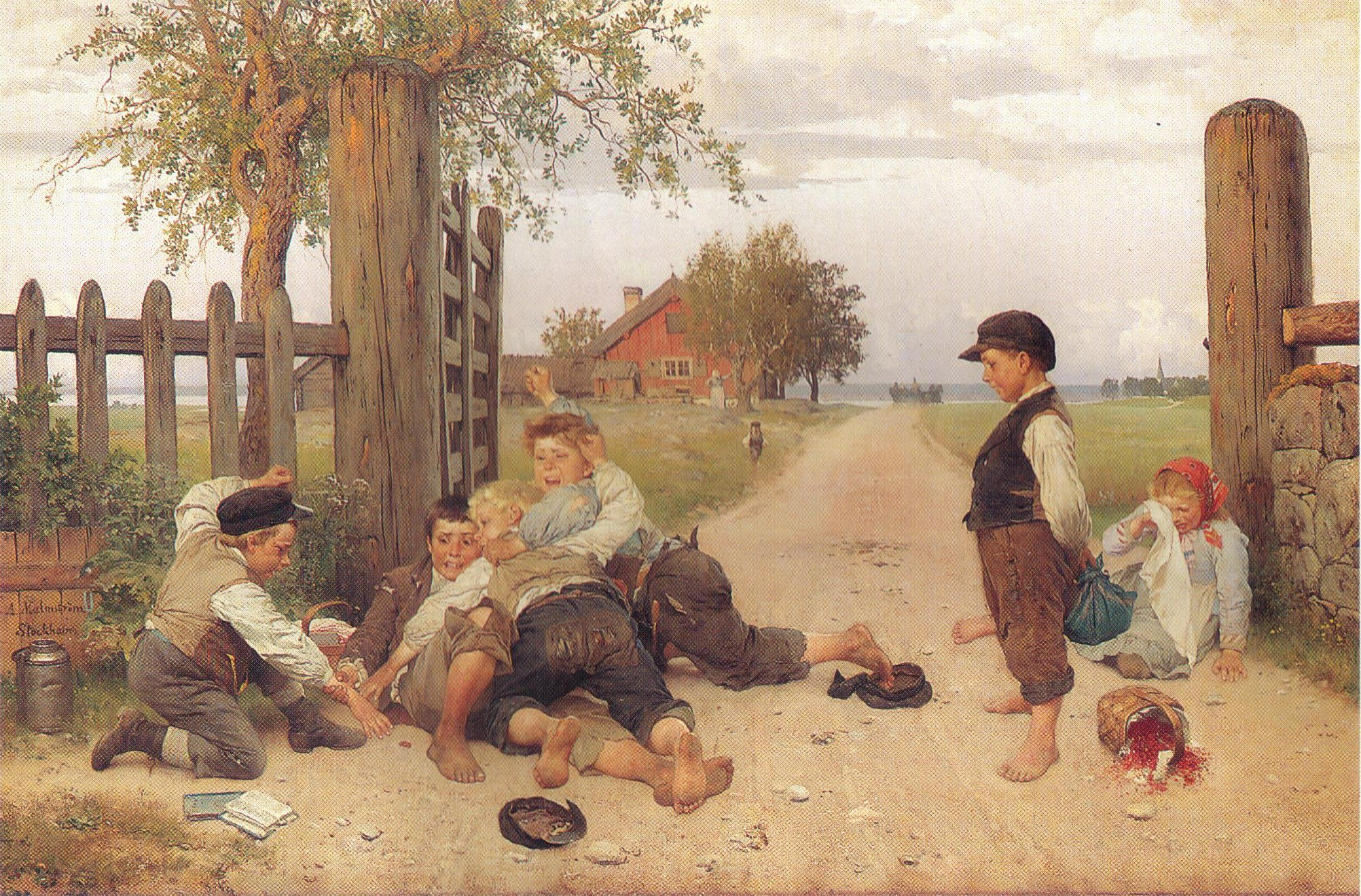
Гроші за вхід 1885